# Nordre Follo kommun
Nordre Follo kommun (norska: Nordre Follo kommune) är en kommun i landskapet Follo i Akershus fylke i sydöstra Norge. Kommunens centralort är staden Ski.
En del av kommunens tätortsbebyggelse (Kolbotn och Langhus) ingår i tätorten Oslo.

## Administrativ historik
Nordre Follo kommun skapades den 1 januari 2020 genom sammanslagning av Oppegårds och Ski kommuner. Samtidigt flyttades en del av Ås kommun (Tandbergløkka) till  Nordre Follo kommun.

### Vapen för tidigare kommuner inom den nuvarande kommunen

Oppegårds kommun (1976–2019)
Ski kommun (1986–2019)

## Tätorter
I Nordre Follo kommun finns sex tätorter:
- Kråkstad
- Oslo (del av)
- Sandvoll
- Siggerud
- Ski (centralort, del av)
- Skotbu

## Socknar
Inom Norska kyrkan är Nordre Follo kommun indelad i sju socknar:
- Greveruds socken
- Kolbotns socken
- Kråkstads socken
- Langhus socken
- Oppegårds socken
- Siggeruds socken
- Ski socken

Socknarna ingår i Nordre Follo prosteri i Borgs stift.